# Pycnodus
Pycnodus es un género extinto de peces de la familia Pycnodontidae.

## Descripción
Los fósiles completos conocidos de Pycnodus miden hasta 30,6 cm (10 pulgadas) de longitud y presentan un parecido superficial con el pez ángel o el pez mariposa. Estas especies, como es típico de todos los demás picnodóntidos, poseían numerosos dientes en forma de protuberancias firmes en las mandíbulas para romper y triturar sustancias alimenticias duras, probablemente moluscos y equinodermos. Estos dientes constituyen la forma fósil más común.

## Distribución
El género tuvo una amplia distribución por Europa, con restos fósiles registrados en Italia, Ucrania, Reino Unido, Francia, Suiza, Alemania, Portugal y Bélgica. También en otros continentes como África, América y Asia, según Paleobiology Database. Un espécimen de la ballena prehistórica, Basilosaurus isis, fue encontrado en Wadi Al-Hitan con contenidos estomacales de sus últimas comidas, incluido un gran espécimen de la especie P. mokattamensis junto con esqueletos de una ballena más pequeña llamada Dorudon. Algunos ejemplares como Pycnodus lametae se cree que habitaban en ambientes marinos cálidos, especialmente en zonas de arrecifes de coral. Sin embargo, restos de esta especie sugieren adaptaciones a ambientes de agua dulce.

## Especies
Según Paleobiology Database y otros sitios web especializados en paleontología, las especies de Pycnodus que se han registrado son las siguientes: P. angustus, P. apodus, P. bicresta, P. bowerbanki, P. carolinensis, P. comminuens, P. complanatus, P. couloni, P. cretaceus, P. depressus, P. didymus, P. gigas, P. granulatus, P. hugii, P. jugleri, P. lametae, P. latior, P. latirostris, P. mantellii, P. minutus, P. mokattamensis, P. munsteri, P. nicoleti, P. orbicularis, P. ovalis, P. pachyrhinus, P. parallelus, P. pellei, P. planidens, P. praecursor, P. preufsii, P. priscus, P. robustus, P. toliapicus, P. umbonatus y P. variabilis.